# آرثر هولدن
آرثر هولدن (بالإنجليزية: Arthur Holden)‏ هو كاتب سيناريو وممثل كندي، ولد في 28 أغسطس 1959 بمونتريال في كندا.

## أعمال

### أفلام
- (2004) الطيار[5]

### مسلسلات
- آرثر

## وصلات خارجية
- آرثر هولدن على موقع IMDb (الإنجليزية)
- آرثر هولدن على موقع ألو سيني (الفرنسية)
- آرثر هولدن على موقع أول موفي (الإنجليزية)
- آرثر هولدن على موقع قاعدة بيانات الأفلام السويدية (السويدية)
- آرثر هولدن على موقع قاعدة بيانات الفيلم (الإنجليزية)
- آرثر هولدن على موقع كينوبويسك (الروسية)